# Saint-Sauveur (Oise)
Saint-Sauveur é uma comuna francesa na região administrativa de Altos da França, no departamento de Oise. Estende-se por uma área de 16,5 km². Em 2010 a comuna tinha 1 760 habitantes (densidade: 106,7 hab./km²).